# Sidi Abdeldjebar
Sidi Abdeldjebar est une commune de la wilaya de Mascara en Algérie.

## Géographie
La commune a une superficie de 77 km2. Elle est rattachée à la daïra d'Oued El Abtal, son code communal est 2946. La population est de 3029 en 1987, 3760 en 1998 et de 4190 en 2008. Pour 2015, la population est estimée 4777.